# Social Beat
Social Beat war eine Literaturszene der 1990er Jahre. Der Begriff wurde 1993 als Schlagwort des Berliner Literaturfestivals „Töte den Affen“ von Jörg A. Dahlmeyer und Thomas Nöske, angelehnt an die amerikanische Beat Generation, Charles Bukowski und moderne französische Autoren, geschaffen. 1993 hatten sich während der Mainzer Minipressenmesse die ersten Protagonisten, die zum Teil in der Underground-Anthologie Downtown Deutschland, die 1992 im Verlag von Isabel Rox erschien, getroffen, um ein gemeinsames Magazin herauszugeben. Darunter befanden sich Roland Adelmann, Oliver Bopp, Hardy Crueger, Kersten Flenter, Hadayatullah Hübsch, Ingo Lahr, Andi Lück, Thorsten Nesch, Robsie Richter, Mario Todisco und besagte Dahlmeyer und Nöske.
Quer durch Deutschland fanden nach 1993 Lesungen und Festivals statt, an denen Underground-Veteranen wie Daniel Dubbe, Jürgen Ploog oder Kiev Stingl als auch unzählige jüngere Autoren aus dem gesamten Bundesgebiet teilnahmen. Die Bewegung ging zum Teil dann in der sich parallel entwickelnden Slam-Poetry-Szene, mit der es seit Mitte der 1990er starke Verflechtungen gab, auf und flaute Ende des Jahrzehnts ab. Als vorläufiger Endpunkt kann zu diesem Zeitpunkt die letzte Buchfrust, die 1995 erstmals von Kersten Flenter und Henning Chadde veranstaltet wurde und einmal im Jahr stattfand, angesehen werden, die im Jahr 2000 zum letzten Mal organisiert wurde.
Die ersten Zeitschriften dieser Underground-Bewegung waren drei so genannte Lit(eratur)-Fanzines: Die seit Mitte der 1980er Jahre herausgegebenen Ikarus (Mainz) – später Das Dreieck, Kopfzerschmettern (Hanau) und Produkt (Duisburg). Ihr Erscheinungsbild orientierte sich anfangs noch an der boomenden Punk-Fanzine-Szene. Ende der 1980er und Anfang der 1990er erschienen eine Vielzahl weiterer Zeitschriften und Magazine, die in Inhalt und Aufmachung variierten: 3D-Silbig (Bochum), Art & Decay (Schwarzenberg), Bulletten Tango (Bochum), Brain Surfer (Engelswies), Cocksucker (Riedstadt), Die asoziale Beate (Goldberg), Der Störer (Braunschweig/Berlin), Gästepost (Berlin), Härter (Münster), herzGalopp (Hamburg), HOKAHE (Göttingen), Holunderground (Frankfurt), Kaleidoskop (Berlin), Krachkultur (Lintig-Meckelstedt/München), Kultur-Terrorist (Leverkusen), Labyrinth & Minenfeld (Osnabrück), Minotaurus (Cottbus), Rude Look (Bederkesa), Secret Looser (Wiesbaden), SUBH (Cottbus und Braunschweig), Ventile (Mainz) und Vergammelte Schriften (Leipzig). Viele dieser Projekte sind im Laufe der 1990er eingestellt worden. Als internes Informationsblatt diente Die Wanze, die von wechselnden Redaktionen herausgegeben wurde.
Gegen Ende und Anfang der 2000er erlebten die Lit-Fanzines aus der SB-Punk-Szene mit My Choice (Darmstadt), Ratriot (Essen), Straßenfeger (Köln) und Vorsicht Schreie (Neuss) einen kleinen Aufschwung, die zum Teil noch heute unregelmäßig erscheinen. Die edition roadhouse, 1998–2006 herausgegeben von Kersten Flenter, veröffentlichte in dieser Zeit als einzige Publikation noch regelmäßig Einzelwerke.
Einige weitere wichtige Vertreter sind bis heute aktiv und bekannt: Urs Böke, Hermann Borgerding, Martin Brinkmann, Frank Bröker, Jerk Götterwind, Axel Klingenberg, Hartmuth Malorny, Axel Monte (†), Boris Kerenski, Jaromir Konecny, Derek Meister, Jan Off, Alexander Pfeiffer, Michael Schönauer, Thomas Schweisthal, Volly Tanner, Michaela Seul und Bettina Sternberg.
Als Verlage sind heute vor allem der Ariel-Verlag, Rodneys Underground Press, Verlag Andreas Reiffer und Killroy Media aktiv. Neugegründete Magazine wie MAULhURE (Essen) und Superbastard (Augsburg) veröffentlichen die aktuelle Szene.